# Drievoudige moord van Marolleput
De drievoudige moord van Marolleput was een moordzaak in de 19e eeuw in Nederland. Machiel Lampier vermoordde zijn vrouw, schoonzus en schoonmoeder. Hij kreeg hiervoor de levenslange gevangenisstraf.

## Betrokkenen

### Dader
Machiel Lampier (35 jaar tijdens de moord) verloor zijn moeder op eenjarige leeftijd. Hij werd daarna door de buren opgevoed. Op 12-jarige leeftijd ging hij als koewachter werken bij een boer. In 1875, op 16-jarige leeftijd, stichtte hij daar brand in de stal en ging hiervoor vier jaar de gevangenis in. Het inschrijvingsregister van de strafgevangenis te Middelburg geeft aan dat Lampier niet kon schrijven en dat hij "een weinig idioot" was. In 1879, het jaar dat hij vrijkwam, belandde hij voor twee maanden in de gevangenis wegens landloperij. Op aandringen van zijn vader en stiefmoeder trouwde hij hierna in 1880 met de 15 jaar oudere Francina de le Lijs. In 1887 scheidde hij van haar. Rond die tijd ging hij wonen en werken als koewachter op de hofstede van Eduardus Vincentius de Milliano in de buurtschap Kruisdijk.

### Slachtoffers
Lampier trouwde met Rosalia Bert (39 jaar) in 1888. Zij woonde met haar moeder Maria Theresia Banckaert (74 jaar) en haar gebochelde zus Melanie Octavie Bert (41 jaar) in een armzalig huisje in de buurtschap Marolleput. Lampier ging niet bij haar wonen, maar bleef op de hofstede van zijn baas.

## Moord

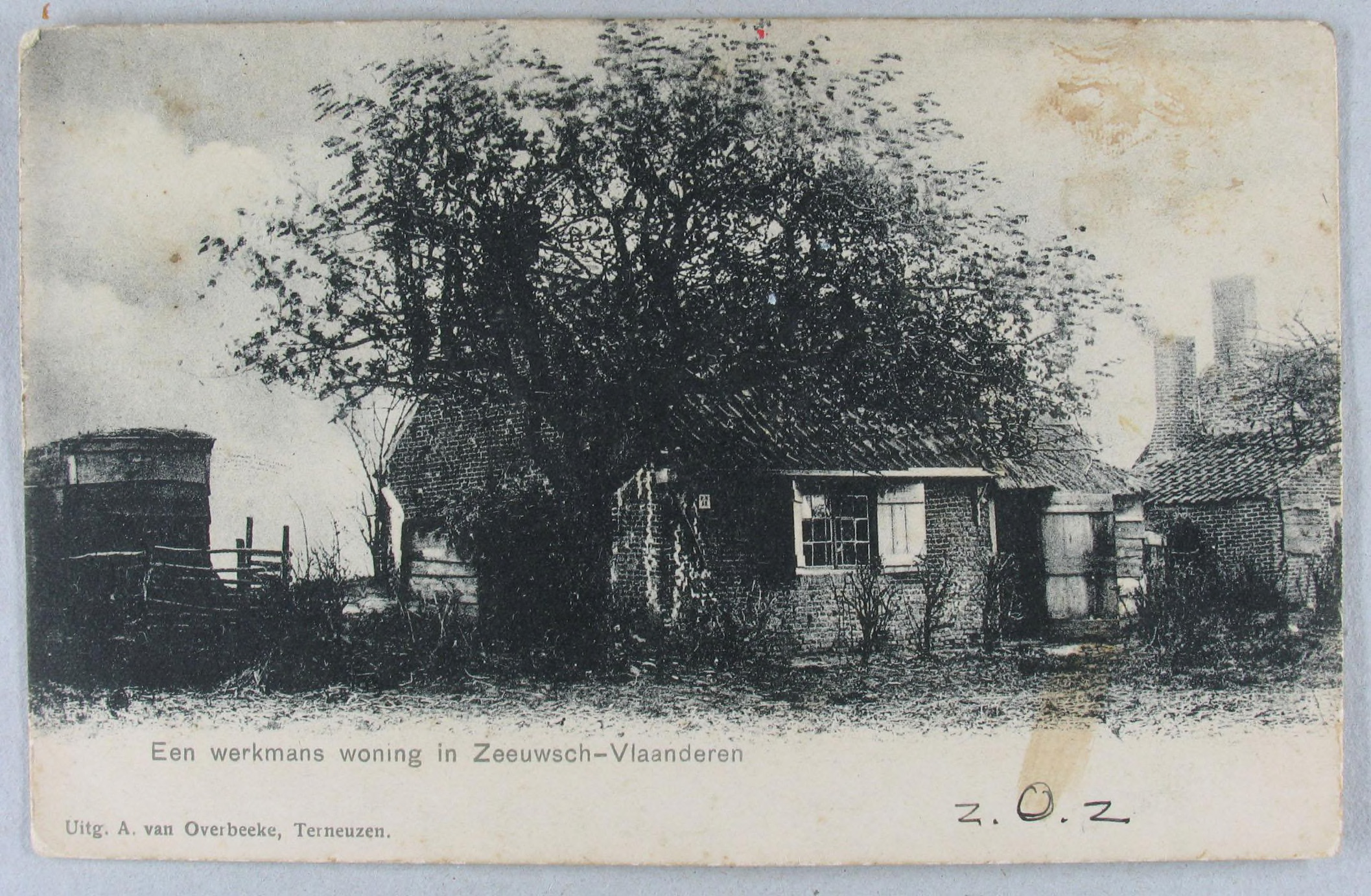
Het huisje aan de Marolleput

### Motief
Lampiers vader en stiefmoeder stierven beiden in de maanden voor de moord. Lampier had een geldbedrag van ruim 200 gulden gekregen uit de nalatenschap van zijn vader, maar dit moest nog worden uitbetaald door de notaris.
Verschillende familieleden van zijn vrouw waren naar de Verenigde Staten geëmigreerd en hadden met andere Zeeuws-Vlaamse en Belgische gezinnen het dorp Belgique gesticht. Ook Lampier wilde daarheen verhuizen. Zijn vrouw wilde ook wel, maar kon haar hulpbehoevende moeder en zus niet in de steek laten.
Ondertussen kreeg Lampier op de hoeve van De Milliano in de zomer van 1893 een relatie met Leonie Marie Notelaar, een dienstbode van 18 jaar. Lampier zei haar herhaaldelijk dat hij wilde dat de drie vrouwen dood waren, zodat hij dan vrij was en met haar naar de Verenigde Staten zou kunnen gaan.
Lampier had geregeld ruzie over geld en de emigratieplannen met zijn vrouw en schoonfamilie. De drie vrouwen vertelden verschillende mensen dat ze bang waren voor Lampier en dat Lampier het huisje in brand zou steken.

### Daad
De week voor de moord zinspeelde Lampier tegenover verschillende mensen op een te verwachten gebeurtenis.
Woensdagavond 30 augustus 1893 omstreeks zeven uur sprak Lampier met Notelaar en zei dat hij thuis "de boel in de war zou gooien". Lampier legde een afgekeurde eggentand achter in de schuur klaar om mee te nemen. Hierna ging hij naar zijn slaapplaats.
's Avonds om half tien stond hij op, nam de eggentand mee en liep van de hofstede van De Milliano naar het huisje aan de Marolleput, een half uur lopen. Daar aangekomen riep hij dat hij nieuws had. Toen de deur door zijn schoonzus werd opengedaan, sloeg hij met de eggentand op haar los. Ze viel neer, waarna hij in de kamer zijn vrouw sloeg. Zijn schoonmoeder vluchtte weg de dijk op, hij ging haar achterna en sloeg haar honderd meter van het huis dood. Toen hij weer terug naar het huisje ging, vond hij zijn schoonzus in het gangetje naast de woning en sloeg haar nog een keer. Zijn vrouw in de kamer leefde ook nog en werd ook door hem doodgeslagen.
Uit de zak van zijn vrouw pakte hij een sleutel, waarmee hij een kist openmaakte. Hij stal hieruit 50 frank, kleren en een paar gouden oorbellen. Het geld verborg hij in de stal van De Milliano. De volgende morgen vertelde Lampier aan Notelaar dat het gebeurd was. Hij gaf haar twee rokken en de oorbellen. Notelaar verbrandde een van de rokken en gooide de oorbellen weg.

## Afloop

### Onderzoek
De volgende morgen werd Lampiers schoonmoeder gevonden door een dienstknecht op weg naar zijn werk. Nadat erbij gehaalde mensen de vrouw herkenden, werd het lijk naar het huisje gebracht en werden de andere lijken gevonden.
Lampier werd al snel naar het huis van bewaring gebracht. Het was algemeen bekend dat hij met de vrouwen niet met de beste verstandhouding leefde. Bij het huisje waren geen braaksporen, hieruit concludeerde de politie dat de vrouwen 's nachts de deur voor een bekende hadden geopend.
Maar Lampier bleef ontkennen, ook na confrontatie met de lijken van de vrouwen in de gevangenis. De Milliano en de knechten van hem gaven ook aan dat ze Lampier in de nacht van de moord de hofstede niet hadden horen verlaten.
De weken voor de moord waren er in de regio meerdere inbraken geweest. Er werden verschillende landlopers gearresteerd en verhoord, maar dit leidde niet tot een doorbraak.
Uiteindelijk zou Lampier zijn daad in november aan een gevangenisbewaarder toevertrouwen, nadat hij bij een verhoor door de rechter-commissaris bemerkte dat ook Notelaar was verhoord.

### Rechtszaak
Twee deskundigen die Lampier onder toezicht hadden gehad, verklaarden hem volkomen toerekeningsvatbaar.
Bij de lijkschouwing waren op de lijken snijwonden geconstateerd. Artsen die als deskundigen waren opgeroepen, waren overtuigd dat die met een mes waren toegebracht, maar Lampier hield vol dat hij alleen met een eggentand had geslagen. Volgens de aanklager deed dit uiteindelijk niet ter zake, omdat volgens de artsen de stokslagen al dodelijk waren.
Lampier trachtte een deel van de schuld op Notelaar te werpen; zij zou hem tot de misdaad hebben aangezet.
Voor de rechtbank in Middelburg werd Lampier op 20 april 1894 tot de levenslange gevangenisstraf veroordeeld. Notelaar werd op 8 mei 1894 tot zes maanden gevangenisstraf veroordeeld, omdat ze van Lampiers plannen wist, maar niet naar de politie was gegaan. Beiden gingen in hoger beroep bij het gerechtshof te 's-Gravenhage, maar deze oordeelde dezelfde straf.

### Gevangenis
Lampier zat zijn straf uit in de gevangenis van Leeuwarden. In 1918 werd hij in het Rijkskrankzinnigengesticht te Medemblik geplaatst en in 1922 werd hij overgeplaatst naar het Rijkskrankzinnigengesticht te Woensel. Hier overleed hij in 1931.
Nadat ze haar straf had uitgezeten verliet Notelaar met haar familie Nederland en vertrok naar Brugge.